# Culhat
Culhat település Franciaországban, Puy-de-Dôme megyében. Lakosainak száma 1149 fő (2022. január 1.). Culhat Beauregard-l’Évêque, Bulhon, Crevant-Laveine, Joze, Lempty és Lezoux községekkel határos.

## Népesség
A település népességének változása:
| Lakosok száma | 1111 | 1167 | 1201 | 1130 | 1128 | 1126 | 1139 | 1145 | 1149 |
|               | 2013 | 2015 | 2016 | 2017 | 2018 | 2019 | 2020 | 2021 | 2022 |